# Edward Gorey

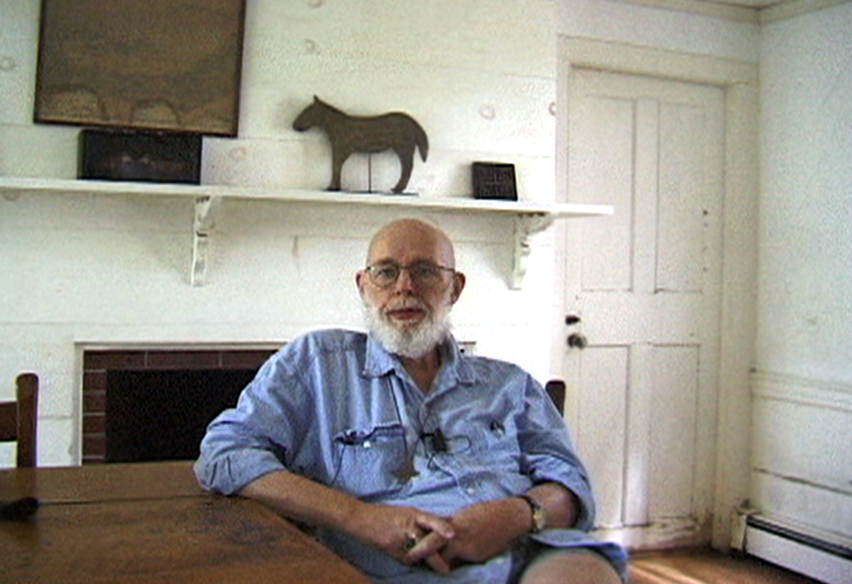
Edward Gorey (in seinem Haus, 1999)

Edward St. John Gorey (* 22. Februar 1925 in Chicago, Illinois; † 15. April 2000 in Hyannis, Massachusetts) war ein US-amerikanischer Autor und Illustrator. Bekannt ist er für seine schwarzweiß schraffierten Zeichnungen, mit denen er sowohl Bücher anderer Autoren als auch eigene Werke, hauptsächlich kurze Geschichten in Comicform, illustrierte.
Goreys eigene Geschichten sind in skurrilem Humor gehalten und weisen Beziehungen zur Nonsens- und Kinderliteratur auf. Häufig handeln sie von ausdruckslosen Personen im späten 19. oder frühen 20. Jahrhundert, denen absurde und makabre Dinge zustoßen. Charakteristisch für Goreys Werke ist der nüchterne Ton des Textes, der zusammen mit den Zeichnungen oft einen reglosen, finsteren Eindruck vermittelt. Zu seinen bekanntesten Werken zählen The Doubtful Guest (1957) und The Gashlycrumb Tinies (1963).

## Leben

Edward Goreys Autogramm und zwei seiner anagrammatischen Pseudonyme. Der mittlere Schriftzug stammt aus The Curious Sofa; die untere Schrift verwendete Gorey häufig in seinen Büchern.

Edward Gorey war das einzige Kind des Zeitungsreporters Edward Leo Gorey und seiner Frau Helen, geb. Garvey. Die Eltern förderten das Zeichentalent des jungen Gorey. Dennoch lernte er weitgehend im Selbststudium zu zeichnen; nach dem Abschluss der High School besuchte er lediglich 1943 ein Semester lang samstags einen Lehrgang am Art Institute of Chicago. Von 1944 bis 1946 arbeitete Gorey in der Armee als Angestellter am Waffentestgelände Dugway Proving Ground in Utah. Daraufhin schrieb er sich an der Harvard University ein, wo er 1950 mit einem Bachelor of Arts in Französisch abschloss.
Nachdem er in Boston bei verschiedenen Buchhändlern tätig gewesen war, arbeitete Gorey von 1953 bis 1960 in New York als Autor sowie als Illustrator für den Verlag Doubleday. 1953 veröffentlichte er sein erstes Buch, The Unstrung Harp, ein Jahr später folgte The Listing Attic. Diese ungewöhnlichen Werke fanden bei einem neugierigen Kreis von Lesern und New Yorker Intellektuellen Anklang. Mit der Veröffentlichung von The Doubtful Guest durch Doubleday drei Jahre später wurden seine Werke auch Kindern und Erwachsenen außerhalb New Yorks bekannt. Von Goreys ersten vier Büchern wurden nur je etwa 1500 Exemplare verkauft, und er wechselte oft den Verleger. Manchmal verlegte er die Bücher selbst unter dem Imprint Fantod Press.
Größere Beachtung erfuhren Goreys Werke, nachdem Edmund Wilson 1959 für das Magazin The New Yorker Goreys Zeichnungen mit denen von Max Beerbohm und Aubrey Beardsley verglich. 1959 gründete Gorey die Looking Glass Library, einen auf Kinderbücher spezialisierten Imprint des Verlags Random House.
In den 1960er Jahren begann Gorey damit, einige seiner Geschichten vor der Bucherscheinung in Zeitschriften zu veröffentlichen, so etwa Leaves From A Mislaid Album in First Person (1960) oder The Willowdale Handcar und The Evil Garden im Holiday Magazine (1962 bzw. 1965). Ab 1965 wurden seine Werke regelmäßig von Kunsthochschulen und -einrichtungen ausgestellt.

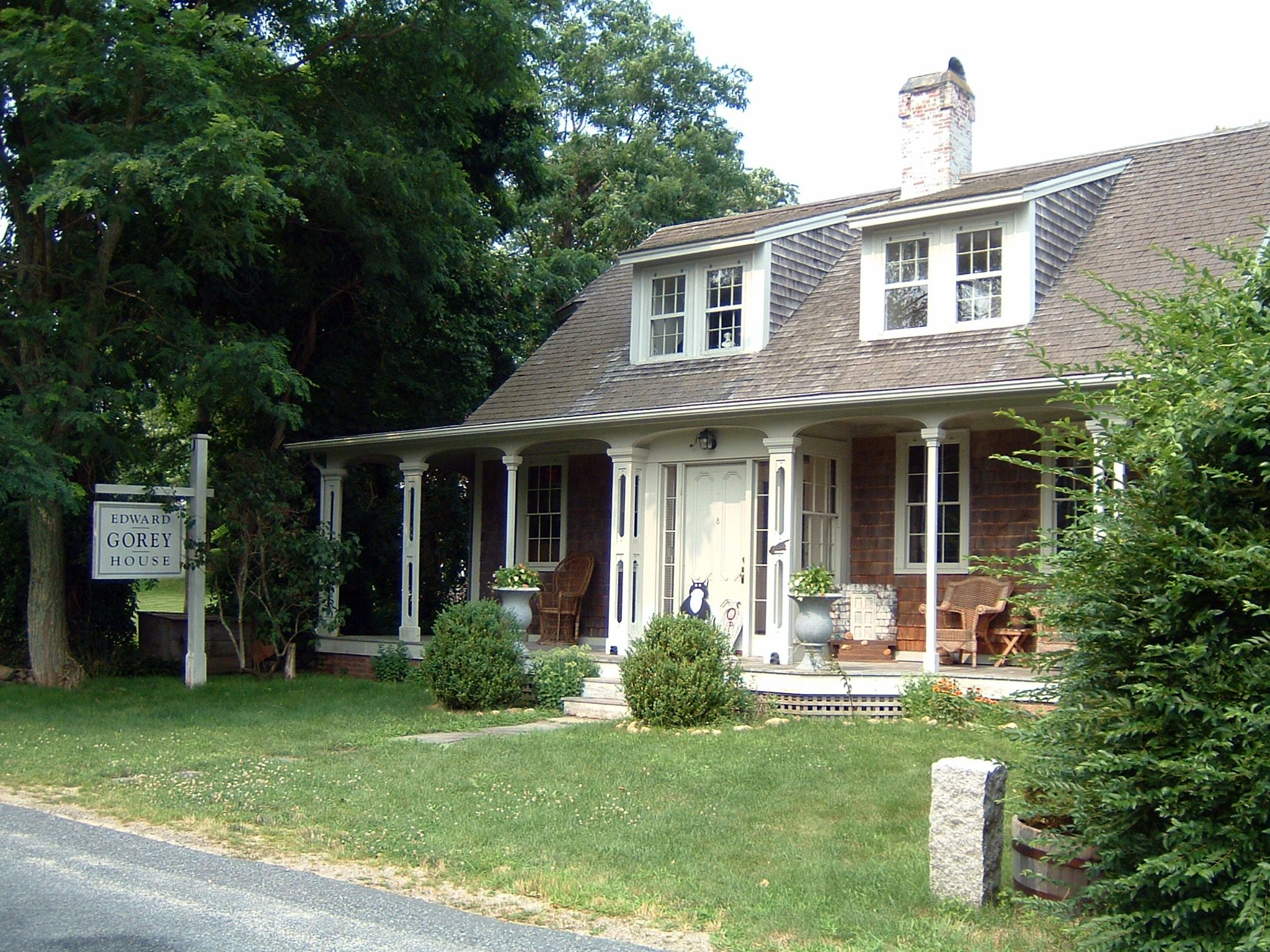
Edward Goreys Haus, „Elephant House“ auf Cape Cod

In den 1970er Jahren konzentrierte sich Gorey auf Geschichten für Erwachsene, verdiente aber weiterhin seinen Lebensunterhalt hauptsächlich mit der Illustration von Büchern anderer Autoren. Der Diogenes Verlag begann 1972 damit, einige seiner frühen Werke in deutscher Übersetzung zu veröffentlichen; die Illustrationen auf zahlreichen Bucheinbänden des Verlags sind seinen Werken entnommen. Zunehmend experimentierte Gorey mit ungewöhnlichen Buchformaten und neuen Möglichkeiten, Text und Zeichnung zu verbinden, so etwa schrieb er 1982 das Pop-up-Buch The Dwindling Party.
Gorey hielt mehrere Katzen, interessierte sich für Stummfilme, viktorianische Romane sowie japanische und chinesische Literatur und sah sich regelmäßig George Balanchines Aufführungen am New York City Ballet an; alle diese Interessen waren auch eine Quelle der Inspiration für seine Werke. Gorey besuchte häufig Cape Cod, wo auch Familienmitglieder und Freunde ansässig waren. Zeitweise wohnte er während der Sommermonate in Barnstable, bevor er 1988 von Manhattan nach Yarmouth Port nahe bei Barnstable zog. Seitdem beschäftigte er sich vor allem mit Theaterproduktionen, sowohl als Bühnen- und Kostümdesigner als auch als Autor einiger Theaterstücke. Gorey starb am 15. April 2000 unverheiratet und kinderlos im Cape Cod Hospital in Hyannis an einem Herzinfarkt. Sein Wohnhaus, genannt Elephant House, ist heute ein Museum, in dem sein Leben und Werk dokumentiert wird.
Nicht nur in seinen Zeichnungen  tauchen immer wieder voluminöse Pelze auf, er selbst besaß eine große Anzahl von Pelzbekleidungsstücken. Legendär  war sein Waschbärmantel, den er auch am häufigsten zeichnete. Der Mantel ist heute im Edward-Gorey-Haus ausgestellt, alle anderen Pelze aus dem Nachlass wurden verkauft.

## Bücher
Bis auf wenige Ausnahmen sind Goreys mehr als 100 eigene Bücher kurze Erzählungen in Form einer Bilderfolge mit jeweils kurzen Texten als Prosa oder Gedicht. Die Geschichten scheinen im späten viktorianischen oder im edwardianischen Zeitalter, oft in wohlhabender Umgebung mit herrschaftlichen Villen und formell gekleideten, ausdruckslosen Personen aus der Oberschicht zu spielen. Durch die reglose, meist düster schwarzweiße Atmosphäre der Zeichnungen, die Schauplätze aus einer vergangenen Zeit und den knappen, in kühlem Ton gehaltenen Text entsteht der Eindruck, es würde ein „Paralleluniversum“, das ganz eigenen Gesetzmäßigkeiten und Eigenschaften gehorcht, betreten. Edmund Wilson bezeichnete Goreys Werke als „amüsant und düster, wehmütig und klaustrophobisch, gleichzeitig poetisch und vergiftet.“
Stets geschieht in Goreys Geschichten etwas Unvorhergesehenes: Personen werden von merkwürdigen Gestalten heimgesucht, verschwinden oder erleiden plötzlich abstruse Unglücke. Kinder werden besonders oft zum Opfer; eines von Goreys bekanntesten Büchern, The Gashlycrumb Tinies, zählt in naivem Paarreim die tödlichen Schicksale von 26 kleinen Kindern in alphabetischer Reihenfolge auf. Dennoch ist der Gesamteindruck von Goreys Geschichten nicht tragisch, sondern aufgrund des ironischen Untertons komisch. Die Werke wurden auch als „postmoderne Märchen“ bezeichnet; einige können als – wenn auch nach heutigen Maßstäben unkonventionelle – Kinderliteratur gelten. Der Bezug zum Nonsens ist mehr oder weniger stark ausgeprägt.

### Bezüge zur Kinderliteratur
Zur Frage, ob Goreys Werke als Kinder- oder als Erwachsenenliteratur gelten können, gibt es ob des oftmals makabren Inhalts unterschiedliche Einschätzungen. Nachrufe und Kritiken reichen von der Behauptung, Gorey sei kein Autor von Kinderbüchern bis hin zur Aussage, dass seine Bücher für Kinder ideal seien. Gorey, der zeitlebens Kinderliteratur illustrierte und 1965 an der Universität einen Kurs über Kinderliteratur leitete, äußerte sich widersprüchlich zur Zielgruppe seiner Werke. Einmal behauptete er, er habe viele seiner eigenen Werke in erster Linie für Kinder geschrieben; ein anderes Mal zeigte er sich verwundert, dass Kinder seine Bücher mochten, da er doch nur Erwachsene im Sinn hatte.
Kevin Shortsleeve sieht den Grund für den mangelnden Ruf Goreys als Kinderbuchautor sowohl in dessen Unwillen, für seine Werke zu werben als auch in der Art und Weise, wie seine Werke veröffentlicht wurden. Die Verleger der Amphigorey-Sammelbände hätten Kinder nicht als Zielgruppe betrachtet, weshalb die Bände für Kinder geeignete Geschichten mit solchen, die als ungeeignet gelten könnten, mischen würden. Gorey habe seine Geschichten nicht für unangemessen gehalten, da er begriffen habe, dass frühere Kinderliteratur oftmals grausam war, so etwa einige von Grimms Märchen. Tatsächlich könnten Kinder – die ohnehin gewalttätige Literatur schätzen würden – Goreys Werke als Parodien auf die zahlreichen Kindergeschichten mit gutem Ausgang auffassen und durch das Lesen von Gorey ihre Reife demonstrieren. Auch seien einige der Schicksale von Kindern, wie sie Gorey beschreibt, plausibel; Kinder könnten sich von diesen erfrischend brutalen, realitätsnahen Schilderungen angesprochen fühlen.
Einige von Goreys Geschichten ähneln Kinderbüchern mit warnenden und abschreckenden Beispielen, wie sie beispielsweise von Wilhelm Busch, Heinrich Hoffmann (Struwwelpeter) und Hilaire Belloc (Cautionary Tales for Children) veröffentlicht wurden. Das Buch The Stupid Joke etwa erzählt von einem Jungen, der sich zum Leidwesen seiner Familie einen Spaß daraus macht, den ganzen Tag im Bett zu bleiben, und den schließlich ein böses Ende ereilt. Die furchtbaren Konsequenzen des kindlichen Ungehorsams erwecken bei Gorey stets einen normalen und wenig tragischen Eindruck.

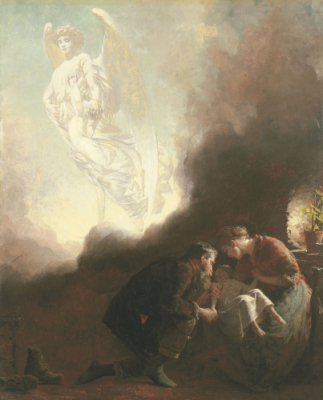
George Elgar Hicks: A Cloud with a Silver Lining (1890). Das Motiv des unter den Augen der Eltern sterbenden Kindes, dessen Seele von einem Engel zum Himmel getragen wird, veranschaulicht jenen Typus viktorianischer Sentimentalität, den Gorey in The Pious Infant parodierte.

### Humor und Parodie
Obwohl Gorey mangels jeglicher moralischer Stellungnahme in seinen Werken eher als Humorist denn als Satiriker bezeichnet werden kann, machte er Gebrauch von satirischen Stilmitteln wie Ironie und Parodie. In The Unknown Vegetable wird die vollkommene moralische Leere selbst zum Gegenstand der Ironie. Die Geschichte, in der eine junge Frau ohne ersichtlichen Grund neben einer Pflanze ein Loch schaufelt und darin verschüttet wird, endet mit den Worten “There is a moral to this fable/Of an unknown vegetable”.
Laut Steven Heller parodieren Goreys Figuren die Umgangsformen des viktorianischen Zeitalters, „jener zwanghaft moralischen Zeit – und im weiteren Sinne die Absurditäten der Gegenwart“. Der Humor in Goreys Werken kann auch als eine moderne Art des schwarzen Humors betrachtet werden, der sich auf eine ironische Umkehrung des im viktorianischen Zeitalter verbreiteten Sentimentalitätskultes gründet. Da man im 19. Jahrhundert Todesfälle nicht so leicht Krankenhäusern und Pflegeheimen überlassen konnte, sondern mit ihnen im eigenen Haus zurechtkommen musste, wurde der Tod auf sentimental-fromme Weise idealisiert. Gorey persiflierte und parodierte diese Haltung besonders offensichtlich in The Gashlycrumb Tinies sowie in der im Stil puritanisch-moralistischer Kinderliteratur gehaltenen Geschichte The Pious Infant. Die Komik der kindlichen Unglücke gründet sich außerdem auf der ironischen Verarbeitung des Motivs elterlicher Fürsorge. In The Gashlycrumb Tinies scheinen die Eltern zugleich anwesend und abwesend zu sein, da die Kinder einerseits gut gepflegt sind, die Unglücke andererseits offenbar auf mangelnde Fürsorge zurückgehen. Betont wird dieser Gegensatz durch die adrette Kleidung der Kinder und die luxuriösen Innenräume, in denen sie ihr Ende finden.
Wim Tigges sieht in Goreys Werken ein „perfektes Gleichgewicht zwischen Existenz und Nichtexistenz von Humor“, denn Sätze wie „In den nächsten zwei Jahren töteten sie drei weitere Kinder, aber nie war es so erheiternd wie beim ersten Mal“ (aus The Loathsome Couple) erzeugen einen inneren Gegensatz, der einen zwischen Belustigung und Abscheu schwanken lässt. Goreys Werke haben aber nicht nur makabre Vorfälle, sondern oft nur bizarre Ärgernisse zum Inhalt. Auf die Frage, ob er sich über die Wirkung seiner Geschichten bei den Lesern Gedanken mache, antwortete Gorey, er hoffe, seine Werke seien gewissermaßen „leicht beunruhigend“.

### Nonsens und Wortspiele
Etwa die Hälfte von Goreys Werken besteht aus Reimen oder aus kurzen, alliterierenden Sätzen. Nonsens ist ein häufiger Bestandteil von Goreys Geschichten; das Wort amphigory, auf dem die Titel von Goreys Sammelbänden basieren, bedeutet ‚Unsinnsgedicht‘. Die Sprachmelodie der Verse, die spielerischen Reime und die Nonsens-Limericks ähneln den Werken Edward Lears, sind aber „schwärzer“. Gelegentlich scheinen sie Lebensfreude und Tod zu vereinen, wie etwa im letzten Vers aus The Wuggly Ump, in dem ein Ungeheuer drei Kinder frisst: „Sing glogalimp, sing glugalump, From deep inside the Wuggly Ump“. Auch ein gewisser Einfluss der komischen Nonsense-Ideen von William Heath Robinson, etwa in dessen erzählt/gezeichneter Geschichte Uncle Lubin ist erkennbar.
Die „komische Morbidität“ von Goreys Geschichten wurde mit Charles Addams’ Cartoons verglichen. In Goreys „finsterem“ Nonsens und grausamen Humor liegt auch der größte Unterschied zur Nonsens-Kinderliteratur von Dr. Seuss, in der Fröhlichkeit und Optimismus überwiegen. Allerdings bauen sowohl die Nonsenstexte als auch die Reimpaare eine Distanz zum gewalttätigen Inhalt auf. Gorey selbst sah keine Alternative zu „abscheulichem“ Nonsens, denn „sonniger, fröhlicher“ Nonsens sei langweilig. Goreys trockene Beschreibungen unwahrscheinlicher Ereignisfolgen weisen auch Parallelen zu dadaistischen und surrealistischen Gedichten auf. Zwar sah sich Gorey in der Tradition der surrealistischen Theorie, war aber den meisten Kunstwerken des Surrealismus abgeneigt.
Ein häufiges Element in Goreys Werken ist die trockene Erwähnung ausschmückender, aber etwas fehl am Platz anmutender Details. In Goreys Erstlingswerk The Unstrung Harp, in dem der Schriftsteller Mr. Earbrass an seinem neuen Buch schreibt, finden sich unter anderem folgende Beispiele:
| For writing Mr Earbrass affects an athletic sweater of forgotten origin and unknown significance; it is always worn hind-side-to.                      | Zum Schreiben bevorzugt Mr. Earbrass einen sportlichen Pullover, dessen Herkunft vergessen und dessen Bedeutung unklar ist. Er wird stets verkehrt herum getragen.                                        |
| He is alarmed not to have thought of a plot to which The Unstrung Harp might apply, but his mind will keep reverting to the last biscuit on the plate. | Er ist beunruhigt darüber, dass ihm noch keine Handlung eingefallen ist, zu der Eine Harfe ohne Saiten passen würde, doch seine Gedanken kehren immer wieder zum letzten Plätzchen auf dem Teller zurück. |
| Several weeks later, the loofah trickling on his knees, Mr Earbrass mulls over an awkward retrospective bit…                                           | Einige Wochen später, den tropfenden Luffaschwamm auf den Knien, grübelt Mr. Earbrass über eine heikle Rückblende …                                                                                       |

Gorey versuchte nach eigener Aussage irrelevante und unpassende Ideen auszudrücken, um die Einbildungskraft des Lesers nicht durch konkrete Sinnzusammenhänge einzuschränken. Das Buch L’heure bleue, eine Reihe sinnfreier und teils syntaktisch widersinniger Dialoge zwischen zwei Hunden, erinnert an Gertrude Steins experimentelle Textsammlung Tender Buttons. Laut Van Leeuwen kann Goreys Werk nicht als „reiner“ Nonsens bezeichnet werden, da es „nicht die Komik paradoxer Gedankengänge, sondern die Nichtigkeit paradoxer Gemütsbewegungen“ darstellt.

Ornamentaler Einband von Goreys Miniaturbuch The Eclectic Abecedarium (1983)

Gorey schrieb häufig unter Pseudonymen, oft Anagrammen seines eigenen Namens. Gelegentlich entlehnte er Titel, Untertitel oder Personennamen der französischen, deutschen und italienischen Sprache. Mehrere Werke sind in Alphabetform gehalten und scheinen durch ihre oberflächlich moralisch klingenden, aber inhaltlich belanglosen Texte frühe ABC-Bücher zu parodieren, so zum Beispiel The Chinese Obelisks (1972), The Glorious Nosebleed (1974) oder The Eclectic Abecedarium (1983).
Geschichten wie The Raging Tide, bei der der Leser sich selbst eine Handlungssequenz aufbauen kann, und Bücher in ungewöhnlichen Formaten – ohne Text, in Daumengröße oder als Faltbuch – weisen eine Nähe zur postmodernen Literatur auf, die durch Selbstreferenzialität ausdrücklich auf ihre Form hinweist.

### Zeichenstil und Symbolik
In Goreys Werken herrscht ein Gleichgewicht zwischen Worten und Bildern, die untrennbar miteinander verbunden sind.
Steven Heller beschrieb Goreys Darstellung vergangener Zeiten wie folgt: „Seine minutiöse Linienführung, gepaart mit scharfsinnigem Gespür für die britische Ausdrucksweise, bringt ein grafisches Bühnenbild viktorianischer Zimmer mit Polstermöbeln, omnipräsenten Urnen und düsteren Vorhängen hervor.“ Ähnlich äußert sich ein Artikel in Die Zeit: Goreys Kleinkindergestalten „agieren, zusammen mit Männern mit düsterer Stirnfalte, in knöchellangen Mänteln und gestreiften Schals, zusammen mit verschleierten Damen im knisternden schwarzen Taftkleid, zusammen mit verschlagen blickenden Domestiken und bösartig sich ringelndem Kleingetier, in einer Welt, die viele viktorianische Attribute hat, aber doch von Gorey geschaffen wurde. Schwere Samtportieren, tiefe Fauteuils, geblümte Tapeten und Teppiche, getäfelte Wände sind die konstanten Requisiten, düstere Herrenhäuser und endlose, entlaubte Parks die bevorzugten Schauplätze.“
Gorey bewunderte die Illustrationen John Tenniels und wurde laut einer Biografie Edward Lears von dessen Zeichenstil beeinflusst. Einige von Goreys Büchern, insbesondere spätere, sind mit Wasserfarben laviert. Farben verwendete er als zusätzliches Element, um einzelne Elemente besser hervorzuheben oder voneinander abzugrenzen, nicht aber um die emotionale Wirkung direkt zu verstärken. Die Zeichnungen sind oft sparsam gestaltet, da sie nur einige wenige Personen vor einem auf das Wesentliche reduzierten Hintergrund zeigen. Der Kontext wird häufig durch Objektfragmente am Bildrand, etwa Teile eines Gleises oder einer Statue, verdeutlicht. Oft stellte Gorey den dramatischsten Augenblick, kurz vor den unmittelbaren Folgen des Unglücks, dar. Gorey hielt Zeitungsfotos, besonders aus dem Sportteil, für gute Ausgangspunkte seiner Werke, da sie oftmals unerwartete Kombinationen von bewegten Figuren zeigen.

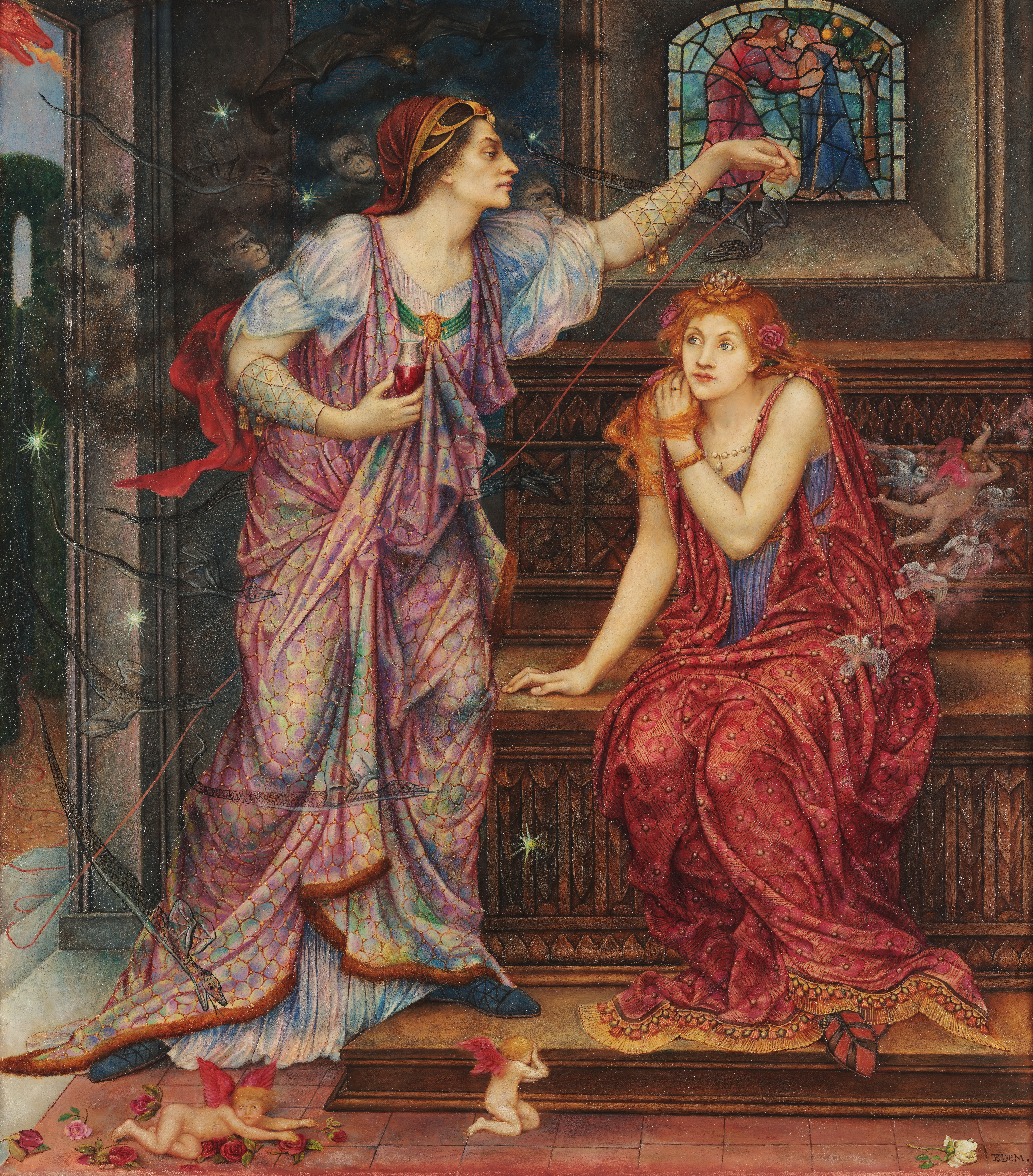
Evelyn De Morgan: Queen Eleanor and Fair Rosamund (1905). Königin Eleonore, die der englischen Legende nach Rosamund vergiftete, ist als Zeichen ihres Vorhabens von einer Wolke fledermausartiger Kreaturen umgeben. Ähnliche Symbole werden in Goreys The Hapless Child verwendet.

Goreys Bücher und Geschichten erinnern vage an Stummfilme. Die „Reisegeschichte“ The Willowdale Handcar beispielsweise wirkt wegen der demonstrativen Ernsthaftigkeit des Textes und der absurden Handlung wie ein Pastiche auf die Kurzfilme von Buster Keaton. Gorey schrieb selbst ein unverfilmtes Drehbuch für eine Stummfilm-Thrillerparodie mit dem Titel The Black Doll. Trotz Goreys Interesse für die Filmkunst imitieren seine Zeichnungen nicht die filmtypische Kameraperspektive. Vielmehr stellt er seine Personen im Ganzen und in gleicher Entfernung vom Betrachter, vergleichbar mit Bühnendarstellern, dar.
In The Gashlycrumb Tinies kommt die Ironie auch grafisch im Titelbild zum Ausdruck, das den personifizierten Tod zeigt, wie er einen Regenschirm schützend über die unbewegliche Kindergruppe hält. Gorey verwendete häufig Symbole wie Fledermäuse, Urnen oder Totenköpfe, die als böse Vorboten dienen. Derartige Omen waren sowohl im Schauerroman als auch in der Malerei des 19. Jahrhunderts verbreitet; im Roman Dracula etwa fliegt der Vampir in Gestalt einer Fledermaus um die Fenster seiner Opfer herum. In Goreys The Hapless Child wird diese Symbolik besonders deutlich, da die Bilder im Hintergrund seltsame Kreaturen zeigen, die den unglücklichen Ausgang der Geschichte vorausahnen lassen. Dennoch sah sich Gorey nicht in der Tradition des Schauerromans. Laut Hendrik van Leeuwen stellte Gorey die „bedrückende Sinnentleertheit“ grafisch dar, die in Samuel Becketts Werken nur in Textform zum Ausdruck kommt. Besonders deutlich werde der Vergleich mit Beckett in Goreys textlosem Bilderbuch The West Wing, das eine Reihe düsterer, leerer Räume mit vereinzelten Figuren und Gegenständen zeigt.
Gorey machte wiederholt Gebrauch von banalen Alltagsgegenständen wie Regenschirmen, Fahrrädern, Buchbinderkleister, Teewärmern oder Staubwedeln, die er oft als rätselhafte Elemente in das Geschehen integrierte und die gelegentlich sogar zu aktiven Hauptfiguren der Handlung werden (etwa in The Inanimate Tragedy). Anders als in Max Ernsts illustrierten Nonsens-Romanen wie Une semaine de bonté spielt bei Gorey sexuelle Symbolik keine Rolle, mit Ausnahme von The Curious Sofa und The Recently Deflowered Girl (unter dem Pseudonym „Hyacinthe Phypps“ veröffentlicht). In einem Interview führte Gorey die Asexualität seiner Geschichten darauf zurück, dass er selbst einen im Vergleich zu manchen anderen Leuten „ziemlich unterentwickelten Geschlechtstrieb“ habe.

### Liste bekannter Werke
The Unstrung Harp (Eine Harfe ohne Saiten, 1953)

Dieses erste veröffentlichte Buch Goreys erzählt in 30 Bildern von einem Romanautor, der an seinem neuen Buch schreibt. Durch die schrittweise Anhäufung unsinniger und bizarrer Details im Text wird von Anfang an eine Spannung zwischen Sinnhaftigkeit des Beschriebenen und Nonsens aufgebaut; am Ende hat die Geschichte mehr Fragen aufgeworfen als beantwortet. Das Werk kann sowohl als Selbstporträt Goreys als auch als Satire auf die Frage nach dem Sinn des Bücherschreibens gedeutet werden.
The Listing Attic (Balaclava, 1954)

Dieses Buch enthält 60 illustrierte Limericks. Nach Wim Tigges’ Zählung beschreiben 24 der Gedichte auf trockene Art und Weise diverse Gewaltakte; dies ist für viele Werke der Nonsensliteratur typisch. Die Grausamkeit bleibt unmotiviert und ungeklärt, ohne dass das Mitgefühl des Lesers angesprochen wird. Die Ausgelassenheit von Edward Lears Figuren weicht bei Gorey oft einer gelangweilten Trägheit. Goreys Texte sind außerdem präziser als Lears, ein Mord wird zum Beispiel in ähnlich nüchternem Ton wie ein Polizeiprotokoll beschrieben.
The Doubtful Guest (Der zweifelhafte Gast, 1957)

The Doubtful Guest handelt von einer Familie, die von einem Eindringling, einer stummen, pinguinartigen Gestalt, heimgesucht wird. Obwohl der „Gast“ den Bewohnern lästig fällt, wird seine Anwesenheit toleriert. Gorey widmete das Werk Alison Lurie, nachdem er von ihrer Schwangerschaft erfuhr. Lurie vermutet, dass der zweifelhafte Gast, der zunächst seltsam aussieht und keine Sprache versteht, und später habgieriges und zerstörerisches Verhalten an den Tag legt, ein Kind darstellen soll.
The Object-Lesson (Ein sicherer Beweis, 1958)

Dieses Buch besteht aus 30 Zeichnungen mit je einer Zeile Text, die zusammen ein „non sequitur“, eine Geschichte ohne Sinnzusammenhang, bilden. Der Text erinnert an die literarischen Avantgarde-Techniken von William S. Burroughs und Brion Gysin, die Nonsens fabrizierten, indem sie Sätze aus Zeitungen ausschnitten und in beliebiger Folge wieder zusammensetzten. Obwohl der Text sich am Rande des Absurden bewegt, wird zusammen mit den Bildern eine sinnvolle Handlung angedeutet. Es scheint, als könnte das Rätsel gelöst werden, wenn nur einige zusätzliche Anhaltspunkte vorlägen.

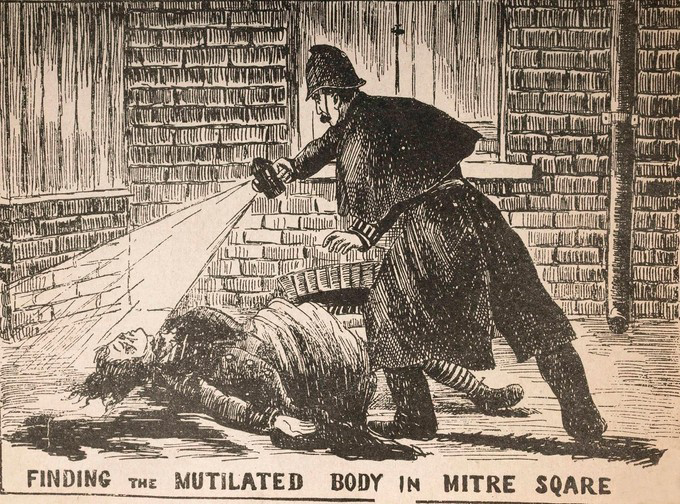
Eine Illustration aus der viktorianischen Boulevardzeitung The Illustrated Police News aus den 1880er Jahren. Trotz ähnlich makabrer Bilder sind Goreys Texte aus The Listing Attic und The Fatal Lozenge in nüchternem Ton gehalten.

The Fatal Lozenge (Das Moritaten-Alphabet, 1960)

Ähnlich wie The Listing Attic verarbeitet dieses Alphabet aus vierzeiligen Kreuzreimen Brutalität auf ironische Weise. Goreys Bilder ähneln in Stil und Rohheit dem viktorianischen Boulevardblatt The Illustrated Police News, der Text hingegen bleibt kühl und vermeidet die sensationslüsterne Sprache der Zeitung, welche die Taten moralisch verurteilt. Weder identifiziert Gorey Opfer oder Täter, noch gibt er Aufschluss darüber, ob die Handlungen überhaupt als Verbrechen zu bewerten sind.
The Hapless Child (Das unglückselige Kind, 1961)

Diese Geschichte erzählt in lakonischem Ton von einem kleinen Mädchen aus wohlhabendem Hause, das beide Eltern verliert, in ein Internat gesteckt wird, nach der Flucht in die Gewalt eines Trunkenbolds gerät und schließlich vom totgeglaubten Vater überfahren wird. Das Buch kann zwar als Parodie auf den rührseligen Kinderroman des 19. Jahrhunderts betrachtet werden, doch hindert das den Leser nicht daran, die Handlung mit echtem Mitleid zu verfolgen. Die Geschichte wurde mit Frances Hodgson Burnetts Sara Crewe verglichen, tatsächlich basiert sie aber auf Léonce Perrets Stummfilm L’enfant de Paris (1913). Gorey ersetzte allerdings die Entführungsgeschichte des Films durch einen tragischen Handlungsverlauf, der Hoffnungen auf ein Happy End zunichtemacht.
The Curious Sofa (Das Geheimnis der Ottomane, 1961)

Trotz des Untertitels dieses Werks, „a pornographic work by Ogdred Weary“, werden alle Handlungen der Fantasie des Lesers überlassen. Die suggestiven und doch nichtssagenden Ausdrücke wie „einen höchst überraschenden Dienst zu erweisen“ spiegeln sich in den Zeichnungen durch ausdruckslose, verdeckende Wandschirme, Autotüren oder Äste wider, sodass fast Zweifel aufkommen, ob überhaupt etwas Anstößiges beschrieben wird. Das Werk kann als Satire auf erotische Phantasie und Pornografiekonsum gelten; die Pointe besteht darin, dass eben gar nichts passiert. Gorey selbst bezeichnete das Buch, das er an einem Wochenende zeichnete, als Satire auf Dominique Aurys Geschichte der O. The Curious Sofa ist das einzige vollständige Werk Goreys, das auch in der DDR veröffentlicht wurde. In Österreich wurde das Werk indiziert.
The Gashlycrumb Tinies (Die Kleinen von Morksrohlingen, 1963)

Dieses Werk ist eines von mehreren Alphabeten in Reimform. In jedem der Bilder fällt ein kleines Kind, dessen altmodischer Name mit dem jeweiligen Buchstaben beginnt, einem gewaltsamen Tod zum Opfer. Mit wenigen Ausnahmen sind die Kinder alleine in leeren Räumen oder einsamen Umgebungen abgebildet. Die würdelosen, grotesken Todesarten stehen in unverhohlenem Gegensatz zum viktorianischen Idealbild des „guten“ Todes. Der Humor des Werks wird maßgeblich dadurch bestimmt, dass ein Todesfall scheinbar ungezwungen auf einen anderen folgt, bis hin zum Buchstaben Z. Im Gegensatz zu The Hapless Child ist der Leser eher geneigt, sich über die erfinderischen Reimpaare zu amüsieren, als Bedauern über die tödlichen Schicksale der Kinder zu zeigen. Zusammen mit The Doubtful Guest zählt The Gashlycrumb Tinies zu den bekanntesten Werken Goreys.
The Wuggly Ump (Der Schrekelhuck, 1963)

The Wuggly Ump ist Goreys einziges Werk, das von den Verlegern als Kinderbuch beworben wurde und auch eines der wenigen Bücher mit kolorierten Zeichnungen. Die Geschichte handelt von drei spielenden Kindern, die am Ende von einem gefräßigen Ungeheuer verschlungen werden. Im Gegensatz zu Edward Lears Ungeheuern, die als Protagonisten unsinnige Handlungen ausführen, besteht der Nonsens beim „Wuggly Ump“ darin, dass er als Eindringling beschrieben wird, über dessen Herkunft und Vorhaben Unklarheit bestehen. Dieser Eindruck wird noch dadurch verstärkt, dass die Opfer bis zuletzt fröhlich die drohende Gefahr ignorieren.

Goreys Autogramm auf dem Titelblatt einer Neuauflage von The Eclectic Abecedarium

The Sinking Spell (Der Spuk-Fall, 1964)

Diese Geschichte handelt von einem rätselhaften Etwas, das langsam vom Himmel heruntersinkt, weiter durch das Haus einer Familie schwebt und schließlich im Keller versinkt. Es wird nie angedeutet, worum es sich bei der „Kreatur“ handelt, und sie scheint bei den Betroffenen keine andere Reaktion als Verwunderung hervorzurufen. Der „Spuk“ selbst bleibt in den 16 Bildern unsichtbar; seine Existenz wird lediglich durch die starrenden Blicke der dargestellten Personen angedeutet.
The Evil Garden (Der böse Garten, 1966)

Wie viele andere Werke veröffentlichte Gorey dieses Buch unter einem Pseudonym; dem Titelblatt zufolge handelt es sich um Mrs. Regera Dowdys Übersetzung einer Geschichte von Eduard Blutig mit Zeichnungen von O. Müde. Eine Familie betritt einen merkwürdigen Garten, der auf den ersten Blick prachtvoll aussieht, sich aber bald als tödlich entpuppt. Nach und nach werden Personen von Pflanzen verschlungen, von Schlangen erwürgt oder versinken im „blubbernden Teich“.
The Iron Tonic (Das Eisen-Tonikum, 1969)

Im Gegensatz zu den anderen Geschichten spielt diese Zusammenstellung kaum aufeinander bezogener, illustrierter Reimpaare (Untertitel: „or, a Winter Afternoon in Lonely Valley“) in einer ausgedehnten, einsamen, kargen Winterlandschaft. In einigen der Bilder fallen Gegenstände wie Uhren, Spiegel, Vasen und Fahrräder vom Himmel, die zu den beliebten Nonsens-Objekten gehören. Jede Zeichnung enthält eine kreisförmige Ansicht, die auf den ersten Blick wie ein über die Szene gelegtes Vergrößerungsglas wirkt, aber oft entfernte, vom Kontext losgelöste Details zeigt und kaum zum Verständnis beiträgt.
The Epiplectic Bicycle (Das epiplektische Fahrrad, 1969)

The Epiplectic Bicycle zählt zu den Werken mit ausgeprägten Nonsens-Elementen. Das Buch handelt von zwei Kindern, Embley und Yewbert, die ein Fahrrad finden und damit auf eine Reise voller seltsamer Abenteuer gehen.
The Loathsome Couple (Das verabscheuungswürdige Paar, 1977)

Diese Geschichte erzählt von einem Verbrecherpaar und ihrem „Lebenswerk“, das darin besteht, kleine Kinder in ein entlegenes Haus zu locken und Nächte damit zu verbringen, sie „auf verschiedene Arten“ zu ermorden. Das Paar wird schließlich verdächtigt und verhaftet. Gorey gab zu, dass The Loathsome Couple ein verstörendes Werk sei, verteidigte sich aber damit, dass es auf einem wahren Fall, nämlich den Moormorden, basieren würde.

## Umschlaggestaltung und Illustration

Bucheinbände mit typografischer Gestaltung durch Edward Gorey

Gorey begann seine Tätigkeit als Gestalter von Bucheinbänden 1953 bei Anchor Books, einem auf hochwertige Taschenbücher spezialisierten Imprint des Doubleday-Verlags. Viele der bei Anchor verlegten Bücher widmeten sich Sachthemen und hatten Hochschulen als Hauptzielgruppe; die Titel reichen von Vergils Aeneis bis hin zu Henry Kissingers Nuclear Weapons and Foreign Policy. Als Chefdesigner der Bucheinbände leitete Gorey deren gesamte Gestaltung, einschließlich Typografie und Layout, und sorgte für ein konsistentes Erscheinungsbild. Oft wirkten andere Künstler bei den Illustrationen mit, darunter Leonard Baskin, Milton Glaser, Philippe Julian und Andy Warhol. Bei etwa einem Viertel der zweihundert Titel, die während Goreys Zeit bei Anchor erschienen, wurden die Umschläge von Gorey per Hand illustriert. Auch für weitere Verlage gestaltete Gorey Einbände mit vergleichbarem Erscheinungsbild.
Gegenüber den damals üblichen Taschenbuch-Einbänden wurden Anchors Bucheinbände als „modern“ und „künstlerisch aufgemacht“ bezeichnet; die Zeitschrift Print bescheinigte ihnen einen einheitlichen, eigenständigen Eindruck. Goreys Illustrationen für die Bucheinbände sind im gleichen schwarzweiß schraffierten, altmodischen Stil wie seine eigenen Bücher gehalten. Sehr oft stellte Gorey den Gegensatz zwischen einer „unschuldigen“ Figur, die sich häufig von einer Gruppe absetzt, und einer „düsteren“ Figur ab. Anstelle einer düsteren Figur bildete Gorey gelegentlich ein unheimliches Objekt ab, beispielsweise eine finstere Villa (Alain-Fourniers The Wanderer) oder eine dunkle Statue (Joseph Conrads The Secret Agent). Wie auch in seinen eigenen Büchern setzte Gorey Farbe nur sparsam als gestalterisches Hilfsmittel ein. Der Hintergrund ist bei den meisten Illustrationen höchstens zweifarbig, eventuell sind einzelne Objekte zusätzlich monochrom hervorgehoben.
Gorey gestaltete nicht nur Bucheinbände zu Sachliteratur und Belletristik, sondern illustrierte auch ganze Bücher anderer Autoren, darunter so unterschiedliche Werke wie H. G. Wells’ Krieg der Welten und T. S. Eliots satirischer Gedichtband Old Possum’s Book of Practical Cats. Außerdem lieferte er gelegentlich Illustrationen für Zeitschriften wie National Lampoon, Vogue und Harper’s Magazine. Ab 1980 gestaltete Gorey zusammen mit dem Trickfilmer Derek Lamb die animierten Eröffnungssequenzen für die Sendereihe Mystery! des Fernsehsenders PBS, durch die sein Stil einem größeren amerikanischen Publikum bekannt wurde. Vereinzelt gestaltete Gorey auch Poster sowie Schallplatten- und CD-Cover.

## Theaterproduktionen
Ab 1973 entwarf Gorey Kostüme und Dekorationen für größtenteils regionale Theatervorstellungen und Balletts. Für seine Kostümentwürfe zur Broadway-Aufführung von Hamilton Deanes Dracula-Adaption unter der Leitung von Dennis Rosa 1977 gewann er im folgenden Jahr den Tony Award. Sein Bühnenbild, das mit Ausnahme eines grellroten Objektes pro Szene in Schwarzweiß gehalten war, erhielt eine Nominierung. Das Stück war ein Publikumserfolg, stieß bei Kritikern aber auf gemischte Reaktionen. Das New York Magazine etwa bemängelte, dass ein ohnehin kitschiges altes Stück noch übertrieben affektiert inszeniert wurde. Goreys Zeichnungen seien zwar aufwändig, als Bühnenbild aber unangemessen und aufgeblasen. Die Produktion endete 1980 nach über 900 Aufführungen.
Goreys schrieb selbst einige Theaterstücke wie die Universitätsaufführung Tinned Lettuce (1985). Die Off-Broadway-Produktion Amphigorey: The Musical (1992), in der er seine Geschichten für die Bühne umsetzte, erlebte nur eine Aufführung. Ferner gibt es eine Musical-Adaption von Studenten der University of Kentucky mit dem Titel Gorey Stories, die 1978 ebenfalls off-Broadway sowie einmal am Broadway aufgeführt wurde. Auf Cape Cod schrieb und leitete Gorey mehrere lokale Theaterproduktionen, darunter auch einige Handpuppenspiele. Im Folgenden sind die Titel von Goreys Theaterproduktionen auf Cape Cod sowie der Aufführungszeitraum aufgelistet. Soweit nicht anders vermerkt, führte Gorey selbst Regie.
| Lost Shoelaces       |  | Aug. 1987      |  | Heads Will Roll (Puppenspiel)                                                                            |  | Juli 1996      |
| Useful Urns          |  | Juni–Aug. 1990 |  | Heads Will Roll / Wallpaper                                                                              |  | Aug.–Sep. 1996 |
| Stuffed Elephants    |  | Aug–Sep. 1990  |  | Cautionary Tales (Hilaire Belloc; Puppenspiel)                                                           |  | Okt.–Nov. 1996 |
| Flapping Ankles      |  | Juli–Aug. 1991 |  | Epistolary Play                                                                                          |  | Juli–Aug. 1997 |
| Crazed Teacups       |  | Juli–Aug. 1992 |  | Omlet: or, Poopies Dallying / Rune lousse, rune de leglets: ou, sirence de glenouirres (Puppenspiel)     |  | Juli–Aug. 1998 |
| Blithering Christmas |  | Dez. 1992      |  | English Soup                                                                                             |  | Okt. 1998      |
| Chinese Gossip       |  | Juli–Aug. 1994 |  | Moderate Seaweed                                                                                         |  | Aug. 1999      |
| Salome (Oscar Wilde) |  | Feb. 1995      |  | Papa Was a Rolling Stone: a Christmas Story (Mitverfasser: Carol Verburg, Regie: Joe Richards)           |  | Dez. 1999      |
| Inverted Commas      |  | Juli 1995      |  | The White Canoe: an Opera Seria for Hand Puppets (Puppenspiel; Musik: Daniel Wolf, Regie: Carol Verburg) |  | Sep. 2000      |
| Stumbling Christmas  |  | Nov.–Dez. 1995 |  | |  |                |

## Einfluss
Einige von Goreys Geschichten wurden durch die Jazzmusiker Michael Mantler (The Hapless Child. 1976) und Max Nagl (The Evil Garden, 2001), die britische Musikgruppe The Tiger Lillies zusammen mit dem Kronos Quartet (The Gorey End, 2003) sowie durch den Komponisten Stephan Winkler (The Doubtful Guest, 2006/2007) vertont.
Der Roman- und Drehbuchautor Lemony Snicket (Daniel Handler) kam schon früh mit Goreys Werken in Berührung und wurde nach eigener Aussage von ihnen beeinflusst; insbesondere in Handlers frühen Kinder- und Jugendbüchern sind Parallelen zu Gorey feststellbar. Gorey wurde auch als eine Inspirationsquelle für Tim Burtons illustrierte Gedichtsammlung The Melancholy Death of Oyster Boy (1997) genannt. Im von Burton produzierten Film The Nightmare Before Christmas (1993) wurden laut Regisseur Henry Selick die Szenen bewusst nach „Gorey-Manier“ gestaltet. Nach Ansicht von Mark Dery übten Goreys Werke Einfluss auf Rob Regers Comicfigur Emily the Strange und Neil Gaimans Roman Coraline aus; letzterer sollte ursprünglich von Gorey illustriert werden.
Das durch Mark Romanek inszenierte Musikvideo zum Lied The Perfect Drug des Musikprojekts Nine Inch Nails verwendet mehrere visuelle Elemente aus Goreys Büchern, darunter schwarz verschleierte Frauen, übergroße Urnen, Obelisken und Formschnitt-Pflanzen.

## Auszeichnungen
- New York Times „Best Illustrated Book of the Year“ 1969 für Illustrationen von Edward Lears Dong with the Luminous Nose und 1971 für Illustrationen von Florence Parry Heides The Shrinking of Treehorn.
- Aufnahme von Amphigorey in die Liste der 50 am besten gestalteten Bücher des Jahres 1972 durch das American Institute of Graphic Arts.
- Wahl von Amphigorey zu einem der fünf „bemerkenswerten Kunstbücher“ des Jahres 1972 durch die New York Times.
- „Bestes Kinderbuch“ der Kinderbuchmesse Bologna 1977 für The Shrinking of Treehorn.
- Deutscher Jugendliteraturpreis 1977 für Schorschi schrumpft (deutsche Übersetzung von The Shrinking of Treehorn).
- Tony Award 1978 für die Kostümentwürfe zur Broadway-Aufführung von Dracula.
- World Fantasy Award 1985 und 1989 (Kategorie Künstler).
- Bram Stoker Award 1999 (Kategorie Lebenswerk).

## Ausstellungen
- Sieben phantastische Humoristen: Paul Flora, Edward Gorey, Luis Murschetz, J. J. Sempé, Roland Topor, Tomi Ungerer, Reiner Zimnik, Ausstellungskatalog: 5. Oktober – 18. November 1972. Galerie Daniel Keel, Zürich 1972, OCLC 758385075.
- Gorey’s Worlds, Wadsworth Atheneum, Hartford, Connecticut, USA 2018. Katalog.

### Sammelbände
Die angegebenen Erscheinungsdaten beziehen sich auf die neueste broschierte Ausgabe.
- Edward Gorey: Amphigorey. Perigee, New York 1980, ISBN 0-399-50433-8 (Hardcover-Erstausgabe 1972 erschienen)
Enthält The Unstrung Harp, The Listing Attic, The Doubtful Guest, The Object-Lesson, The Bug Book, The Fatal Lozenge, The Hapless Child, The Curious Sofa, The Willowdale Handcar, The Gashlycrumb Tinies, The Insect God, The West Wing, The Wuggly Ump, The Sinking Spell und The Remembered Visit
- Edward Gorey: Amphigorey Too. Perigee, New York 1980, ISBN 0-399-50420-6 (Hardcover-Erstausgabe 1975 erschienen)
Enthält The Beastly Baby, The Nursery Frieze, The Pious Infant, The Evil Garden, The Inanimate Tragedy, The Gilded Bat, The Iron Tonic, The Osbick Bird, The Chinese Obelisks (Endfassung und Entwurf), The Deranged Cousins, The Eleventh Episode, [The Untitled Book], The Lavender Leotard, The Disrespectful Summons, The Abandoned Sock, The Lost Lions, Story for Sara (nach Alphonse Allais), The Salt Herring (nach Charles Cros), Leaves from a Mislaid Album und A Limerick
- Edward Gorey: Amphigorey Also. Harcourt, London 1998, ISBN 0-15-605672-0 (Hardcover-Erstausgabe 1983 erschienen)
Enthält The Utter Zoo, The Blue Aspic, The Epiplectic Bicycle, The Sopping Thursday, The Grand Passion, Les passementeries horribles, The Eclectic Abecedarium, L’heure bleue, The Broken Spoke, The Awdrey-Gore Legacy, The Glorious Nosebleed, The Loathsome Couple, The Green Beads, Les urnes utiles, The Stupid Joke, The Prune People und The Tuning Fork
- Edward Gorey: Amphigorey Again. Harcourt, Orlando 2007, ISBN 0-15-603021-7 (Hardcover-Erstausgabe 2006 erschienen)
Enthält The Galoshes of Remorse, Signs of Spring, Seasonal Confusion, Random Walk, Category, The Other Statue, 10 Impossible Objects (gekürzte Fassung), The Universal Solvent (gekürzte Fassung), Scènes de ballet, Verse Advice, The Deadly Blotter, Creativity, The Retrieved Locket, The Water Flowers, The Haunted Tea-Cosy, Christmas Wrap-Up, The Headless Bust, The Just Dessert, The Admonitory Hippopotamus, Neglected Murderesses, Tragédies topiares, The Raging Tide, The Unknown Vegetable, Another Random Walk, Serious Life: A Cruise, Figbash Acrobate, La malle saignante und The Izzard Book (unvollendet)

### Deutschsprachige Übersetzungen
Folgende 33 Werke von Edward Gorey wurden als Diogenes Kunst Taschenbuch 26033–26065 veröffentlicht. Übersetzungen von Wolfgang Hildesheimer, Hans Manz, Dieter E. Zimmer, Walter E. Richartz, Jörg Drews, Werner Mintosch, Hans Wollschläger, Gerd Haffmans, Urs Widmer, Fritz Senn und Ursula Fuchs.

Eine Harfe ohne Saiten oder Wie man Romane schreibt, Balaclava, Der zweifelhafte Gast/Ein sicherer Beweis, Das Käferbuch/Der Schrekelhuck, Das Moritaten-Alphabet/Der Spuk-Fall, Das Geheimnis der Ottomane, Das unglückselige Kind, Das grässliche Baby, Das fromme Kind Heini Klump, Die Draisine von Untermattenwaag (1963 und 1981; The Willowdale Handcar), Die Kleinen von Morksrohlingen, Der Westflügel, Der Insektengott, Erinnerung an einen Besuch, Die seelenlose Tragödie/Die horriblen Posamenterien, Der böse Garten, La chauve-souris dorée, Der alphabetische Zoo/Der Kinderstuben-Fries, Der traurige Zwölfpfünder oder Die blaue Spieke, Die andere Statue, Das epiplektische Fahrrad, Die besessenen Vettern/Das Eisen-Tonikum oder Ein Winternachmittag im Stille-Tal, Die chinesischen Obelisken, Der klatschnasse Donnerstag, Der Ospickvogel/Das Buch ohne Titel, Die elfte Episode/Die respektlose Aufforderung, Das Vermächtnis der Miss D. Awdrey-Gore, Die verkommene Socke/Blätter aus einem verlegten Album, Category – Katergory, Die entschwundenen Löwen/Das lavendelfarbene Trikot, Das gnadenlose Nasenbluten, Die blaue Stunde, Die weiche Speiche, Das verabscheuungswürdige Paar
Im Lilienfeld Verlag in Düsseldorf erscheinen seit April 2013 neue Übersetzungen von Goreys Werken:
- Ein fragwürdiger Gast (aus dem Englischen von Alex Stern), 2013, ISBN 978-3-940357-32-8
- Die Wasserblüte (aus dem Englischen von Alex Stern), 2013, ISBN 978-3-940357-34-2
- Das erst kürzlich entjungferte Mädchen. Die richtigen Worte in jeder bedenklichen Lage. In Zusammenarbeit mit Hyacinthe Phypps (aus dem Englischen von Alex Stern), 2014, ISBN 978-3-940357-44-1
- Der andere Zoo. Ein Alphabet. (aus dem Englischen von Clemens J. Setz), 2015 (2. Aufl.: 2019), ISBN 978-3-940357-52-6
- Das unglückselige Kind (aus dem Englischen von Clemens J. Setz), 2018, ISBN 978-3-940357-67-0
- Der Osbick-Vogel (aus dem Englischen von Clemens J. Setz), 2020, ISBN 978-3-940357-79-3

### Sekundärliteratur
- Victor Kennedy: Mystery! Unraveling Edward Gorey’s Tangled Web of Visual Metaphor. Metaphor and Symbolic Activity 8, 3 (1993): 181–193, ISSN 0885-7253
- Hendrik van Leeuwen: The Liaison of Written and Visual Nonsense. Dutch Quarterly Review of Anglo-American Letters 16 (1986): 186–219, ISSN 0046-0842
- Kevin McDermott: Elephant House: Or, The Home of Edward Gorey. Pomegranate, San Francisco 2003, ISBN 0-7649-2495-8
- Clifford Ross, Karen Wilkin: The World of Edward Gorey. Abrams, New York 1996, ISBN 0-8109-3988-6
- Mark T. Rusch: The Deranged Episode: Ironic Dissimulation in the Domestic Scenes of Edward Gorey’s Short Stories. International Journal of Comic Art 6, 2 (Fall 2004): 445–455, ISSN 1531-6793
- Kevin Shortsleeve: Edward Gorey, Children’s Literature, and Nonsense Verse. Children’s Literature Association Quarterly 27, 1 (2002): 27–39, ISSN 0885-0429
- Alexander Theroux: The Strange Case of Edward Gorey. Fantagraphics, Seattle 2002, ISBN 1-56097-385-4
- Wim Tigges: An Anatomy of Literary Nonsense. S. 183–195. Rodopi, Amsterdam 1988, ISBN 90-5183-019-X
- Karen Wilkin (Hrsg.): Ascending Peculiarity. Harcourt, New York 2001, ISBN 0-15-100504-4
- Karen Wilkin: Elegant Enigmas: The Art of Edward Gorey (Ausstellungskatalog). Pomegranate, San Francisco 2009, ISBN 0-7649-4804-0
- Mark Dery, Born to be posthumous: the eccentric life and mysterious genius of Edward Gorey, London: William Collins, 2018, ISBN 978-0-00-832981-5